# Johann Wilhelm von Fürstenberg
Johann Wilhelm von Fürstenberg, né en 1500 à Arensberg en électorat de Cologne et mort en 1568 à Iaroslavl en Russie, est un grand maître de l'ordre Livonien, branche de l'ordre Teutonique en Livonie puis gouverneur de la ville de Fellin.

## Biographie
Sigismond II de Pologne, roi de Pologne et grand-duc de Lituanie, est conscient des visées expansionnistes de la Russie. Son expansion en Livonie se traduirait non seulement par le renforcement d'un rival politique, mais aussi par la perte de routes commerciales fructueuses. C'est pourquoi Sigismond soutient son cousin, l'archevêque de Riga Guillaume de Brandebourg-Ansbach, contre Johann Wilhelm von Fürstenberg, le landmeister de l'ordre de Livonie. Sigismond espère que la Livonie, tout comme le duché de Prusse, deviendrait vassale de la Pologne-Lituanie. Ne disposant pas de partisans forts en Livonie, l'archevêque est très dépendant de soutiens extérieurs. Parmi ses quelques alliés en Livonie, on peut citer le landmarschall Jasper von Munster, avec lequel il planifie en avril 1556 une attaque contre ses opposants qui impliquerait l'aide militaire de Sigismond II et d'Albert. Cependant, Sigismond hésite : sa participation pourrait laisser la voïvodie de Kiev exposée à une attaque russe. Lorsque von Fürstenberg a connaissance de ce plan, il conduit ses troupes dans les terres de l'archevêché de Riga et s'empare des forteresses de Kokenhusen et de Ronneburg en juin 1556. Jasper von Munster s'enfuit en Lituanie, mais l'archevêque et son coadjuteur sont capturés et détenus à Adsel et Treiden.
En 1557, Johann Wilhelm von Fürstenberg est un des acteurs principaux du traité de Pasvalys. Ce traité a été reçu par le tsar Ivan IV de Russie comme un casus belli qui eut pour conséquence le début de la guerre de Livonie. Le tsar de Russie qui vient de mettre fin à la guerre russo-suédoise de 1554-1557 avec le traité de Novgorod de 1557, envahit la Livonie est déclenche ainsi la guerre de Livonie(1558-1583).
Il est fait prisonnier, en 1560, par le prince russe André Kourbski durant la guerre de Livonie et la prise de la ville de Fellin où Johann Wilhelm von Fürstenberg s'était retiré comme gouverneur de la ville. Il fut ensuite emprisonné en Russie où il est mis en résidence surveillée à Iaroslavl. Les efforts diplomatiques des chevaliers Teutoniques pour sa libération furent vains. Ivan le Terrible fit l'offre, au contraire, de transférer Furstenberg un duché séculier. Fürstenberg a refusé cette offre. Le dernier message de Fürstenberg fut sa gratitude adressée à l'ordre teutonique le 2 janvier 1568 dans leurs efforts pour obtenir sa libération. Il est probablement mort peu de temps après.